# Timothy Osborn
 (août 2022).
Pour les articles homonymes, voir Osborn.
Timothy John Osborn est un climatologue et professeur de sciences du climat à l'université d'East Anglia. En janvier 2017, il a remplacé Phil Jones en tant que directeur de recherche de la unité de recherche climatique.

## Diplômes et récompenses
Il obtient un diplôme de premier ordre en sciences géophysiques de l'Université d'East Anglia en 1990 et un doctorat de l'École des sciences de l'environnement en 1995. Il a reçu le prix Hugh Robert Mill de la Royal Meteorological Society en 2002. Il a été l'un des principaux auteurs du cinquième rapport d'évaluation du GIEC et rédacteur en chef du sixième rapport d'évaluation du GIEC.